# تسغونی
تسغونی (به ارمنی: Ցղունի) یک منطقهٔ مسکونی در ارمنستان است که در استان سیونیک واقع شده‌است. تسغونی در ۱ کیلومتری جنوب غرب نژده و کیلومتری - کاپان، مرکز استان سیونیک واقع شده‌است.

## خصوصیات
تسغونی ۴۷ نفر جمعیت دارد و در ارتفاع ۱۹۵۰ متر بالاتر از سطح دریا قرار گرفته‌است.